# Conférence de Hombourg (13 février 1918)
Vous lisez un « bon article » labellisé en 2019.
Pour les articles homonymes, voir Conférence de Hombourg.
La conférence de Hombourg du 13 février 1918 est un conseil de la couronne impériale allemande convoqué à l'initiative de l'empereur Guillaume II. Réunissant des civils et des militaires, cette rencontre doit permettre de définir la politique du Reich en Russie alors que la suspension d'armes entre le gouvernement russe issu de la révolution d'Octobre et les empires centraux, conclue le 15 décembre 1917, est sur le point d'expirer.

## Contexte

### Le nouveau pouvoir russe
Depuis la fin de l'été 1917, après l'échec de la dernière offensive russe de la guerre, et plus encore après le coup de main mené par Oskar von Hutier et ses troupes contre Riga au début du mois de septembre, le front de l'Est ne constitue plus une menace pour le Reich et ses alliés. En effet, l'armée russe apparaît à la fois travaillée depuis des mois par la propagande pacifiste des puissances centrales et soucieuse des évolutions politiques, économiques et sociales permises par le renversement de la monarchie. Chacun défend ses intérêts dans un pays en ébullition : le général Lavr Kornilov tente un coup d'État contre le gouvernement provisoire ; les paysans, masse de manœuvre de l'armée, aspirent à rentrer chez eux afin de participer au partage de la terre. 
Dans ce contexte, le parti bolchevik, en promettant la sortie immédiate du conflit et des réformes sociales de grande ampleur, bénéficie d'une audience et d'une sympathie élargie par la dégradation de la situation économique et le délitement de l'autorité du gouvernement provisoire russe. Ainsi, la seconde tentative de prise de pouvoir par les bolcheviks les 6 et 7 novembre 1917 rencontre peu d'opposition à Petrograd, tandis que le reste du pays demeure dans l’expectative. Malgré cette faible opposition, les bolcheviks ne constituent qu'une minorité au sein de l'assemblée constituante élue le 12 novembre 1917 (25 novembre dans le calendrier grégorien), et voient leur pouvoir rapidement remis en cause, dans un contexte de délitement accéléré de l'autorité du gouvernement central.
Une fois le nouveau pouvoir installé, les divergences en son sein sur la question de la guerre resurgissent et se trouvent à la base des hésitations du pouvoir bolchevik face aux négociateurs des puissances centrales. Deux tendances se font face : la première, animée par Boukharine, souhaite transformer la participation russe au conflit en guerre révolutionnaire afin d'encourager le déclenchement de la révolution mondiale ; la seconde, animée par Lénine et Trotski, aspire à conclure, le plus rapidement possible et à n'importe quel prix, la paix avec les puissances centrales pour consolider le nouveau pouvoir bolchevik, préalable au déclenchement de la révolution mondiale.

### Suspension d'armes et paix séparée

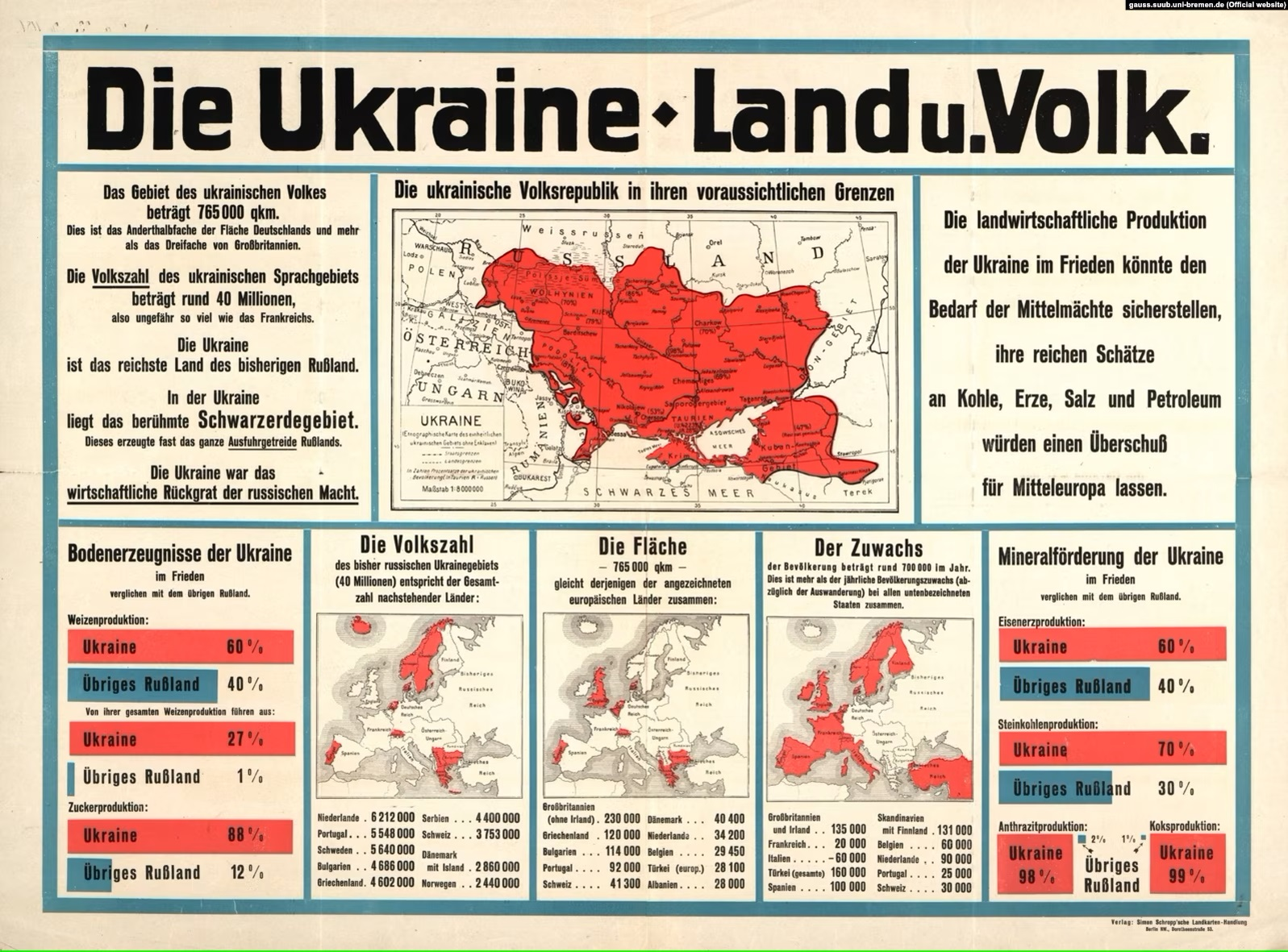
L'Ukraine indépendante, selon une carte postale allemande de propagande éditée en 1918. Légende : « L'Ukraine, pays et peuple. »

Le 10 janvier 1918, des représentants de la Rada centrale de Kiev, qui n'a pas reconnu le gouvernement mis en place à la suite de la révolution d'Octobre, se sont rendus à Brest-Litovsk pour remettre la déclaration d'indépendance de la République populaire ukrainienne, reconnue par les puissances centrales à l'issue de pourparlers austro-hongrois et germano-austro-hongrois le 6 février 1918. Trotski est informé le jour même de cette négociation entre les puissances centrales et la Rada, alors en pleine déconfiture,.
Menacés deux jours plus tard par les troupes bolcheviks qui approchent de Kiev, les représentants du gouvernement de la Rada centrale acceptent les termes de l'accord négocié par Ottokar Czernin, ministre austro-hongrois des affaires étrangères. Ils signent un traité garantissant l'indépendance de l'Ukraine et le soutien des puissances centrales au gouvernement de la République populaire ukrainienne le 9 février.

### Négociations de paix germano-russes

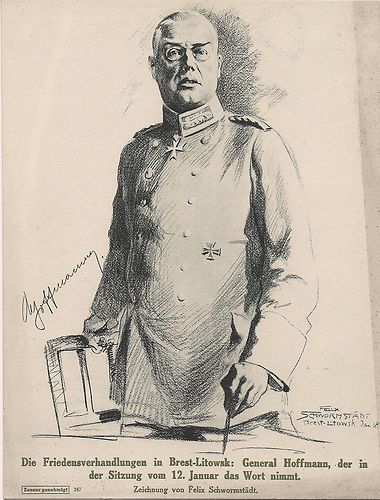
Max Hoffmann à Brest-Litovsk.

Le 26 novembre 1917, le conseil des commissaires du peuple adresse au commandement allemand une demande d'armistice. Max Hoffmann, officier de l'Oberste Heeresleitung, proche collaborateur d'Erich Ludendorff et chef d'état-major de l'Ober Ost (« Commandant suprême de toutes les forces allemandes de l'Est »), se montre réservé sur l'opportunité de répondre à la demande russe. Cependant, les responsables militaires allemands acceptent rapidement la demande d'ouverture de pourparlers de paix avec le nouveau pouvoir russe. 
L'arrivée à Brest-Litovsk le 2 décembre 1917 des négociateurs russes entraîne l'ouverture des pourparlers dès le lendemain. Cependant, il apparaît rapidement que les deux principaux animateurs du conseil des commissaires du peuple, Lénine et Trotski, n'ont donné au responsable de la délégation russe, Adolf Joffé, aucun mandat, hormis celui de n'accepter aucune des propositions des puissances centrales.
Au terme d'un mois de négociations, les deux parties, la quadruplice d'un côté, les représentants bolcheviks, de l'autre, ont des visions divergentes de la situation : les Allemands et leurs alliés austro-hongrois et ottoman souhaitent parvenir à un accord pérennisant leurs conquêtes. Ainsi, refusant par exemple les « annexions violentes », comme l'affirme le ministre austro-hongrois des affaires étrangères Ottokar Czernin dans son discours en séance plénière à Brest-Litovsk le 25 décembre 1917, ils semblent approuver les revendications des négociateurs russes, partisans d'une paix conclue sur la base du droit des peuples.

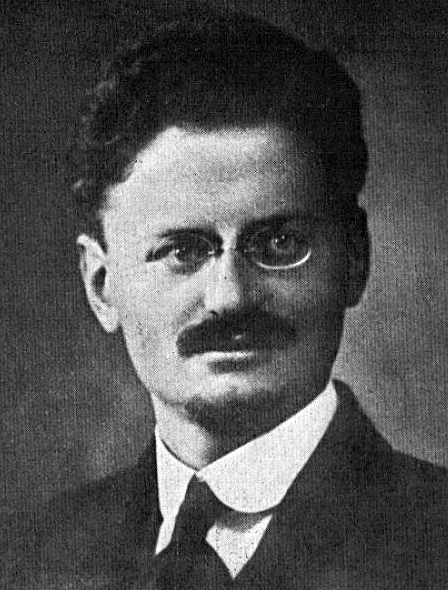
Les atermoiements de Léon Trotski constituent un motif d'énervements pour les négociateurs des puissances centrales.

Face à ces déclarations, les représentants bolcheviks n'aspirent qu'à gagner du temps, afin de maintenir le flou sur les objectifs définis par le nouveau gouvernement russe. Devant cette incompréhension mutuelle, les représentants des puissances centrales se montrent chaque jour plus enclins à rompre les négociations avec les Russes et à reprendre les hostilités. Ainsi, dès le 7 janvier 1918, le nouveau représentant russe, Léon Trotski, multiplie les initiatives pour tenter d'inverser le rapport de force issu de la guerre, agitant la menace de l'agitation révolutionnaire dans les pays de la quadruplice. 
Rapidement lassé par ces atermoiements, Max Hoffmann, appuyé sur la réalité du rapport de forces militaire, frappe un « coup de poing sur la table des négociations », le 18 janvier. Il expose froidement aux négociateurs russes les frontières que les négociateurs allemands entendent donner pour satisfaire leurs appétits territoriaux en Russie. Sur une carte, il trace ce qu'il veut être la nouvelle frontière de la Russie, expulsant les Russes de Pologne et des pays baltes. Face à ces exigences, Trotski demande et obtient une suspension de séance pour en référer à Petrograd.
De retour de Petrograd le 10 février 1918, en accord avec Lénine, il annonce que son pays se retire unilatéralement du conflit. Ce retrait reflète trois aspects de la politique du conseil des commissaires du peuple : mettre un terme à la guerre entre la Russie et les puissances centrales, conformément aux promesses des bolcheviks avant la révolution d'Octobre ; ne pas lier le pouvoir bolchevik aux puissances centrales ; respecter les équilibres internes entre les différentes tendances qui s'expriment parmi les responsables bolcheviks, en mettant en application la formule de compromis « ni guerre ni paix ».

## Participants
La conférence est convoquée à l'initiative de l'empereur Guillaume II et doit se réunir dans sa résidence estivale de Bad Hombourg. La rencontre se tient sous la présidence nominale du Kaiser : celui-ci ouvre et clôt la conférence, mais, absent pendant la journée, n'assiste pas aux discussions. 

### Civils
La conférence réunit des membres éminents du gouvernement impérial : Georg von Hertling, le chancelier du Reich, Friedrich von Payer, alors vice-chancelier, Richard von Kühlmann, le secrétaire d'État aux affaires étrangères, chargé de défendre les intérêts du Reich dans les pourparlers de paix entre la Russie et les puissances centrales, ainsi que le Kronprinz Guillaume,.

### Militaires

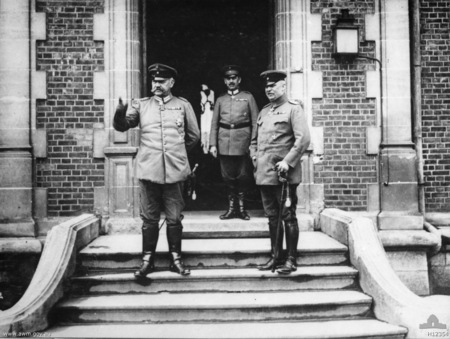
Paul von Hindenburg et Erich Ludendorff à Spa au mois de mai 1918 guerre mondiale.

Le commandement militaire est aussi représenté ; en effet, assistent à la conférence  les Dioscures, Paul von Hindenburg et Erich Ludendorff, premier quartier-maître général de l'armée allemande, le prince Leopold de Bavière, présidant alors aux négociations avec les représentants bolcheviks, ainsi que son chef d'état-major, le général Max Hoffmann, l'homme « incontournable de l'Est », principal organisateur du front de l'Est et représentant du commandement allemand dans les négociations de paix de Brest-Litovsk. 
Le grand amiral Henning von Holtzendorff participe également aux échanges, défendant lors de cette rencontre entre politiques et militaires le point de vue de la marine de guerre,.

## Discussions

### «Tirer au clair»la situation

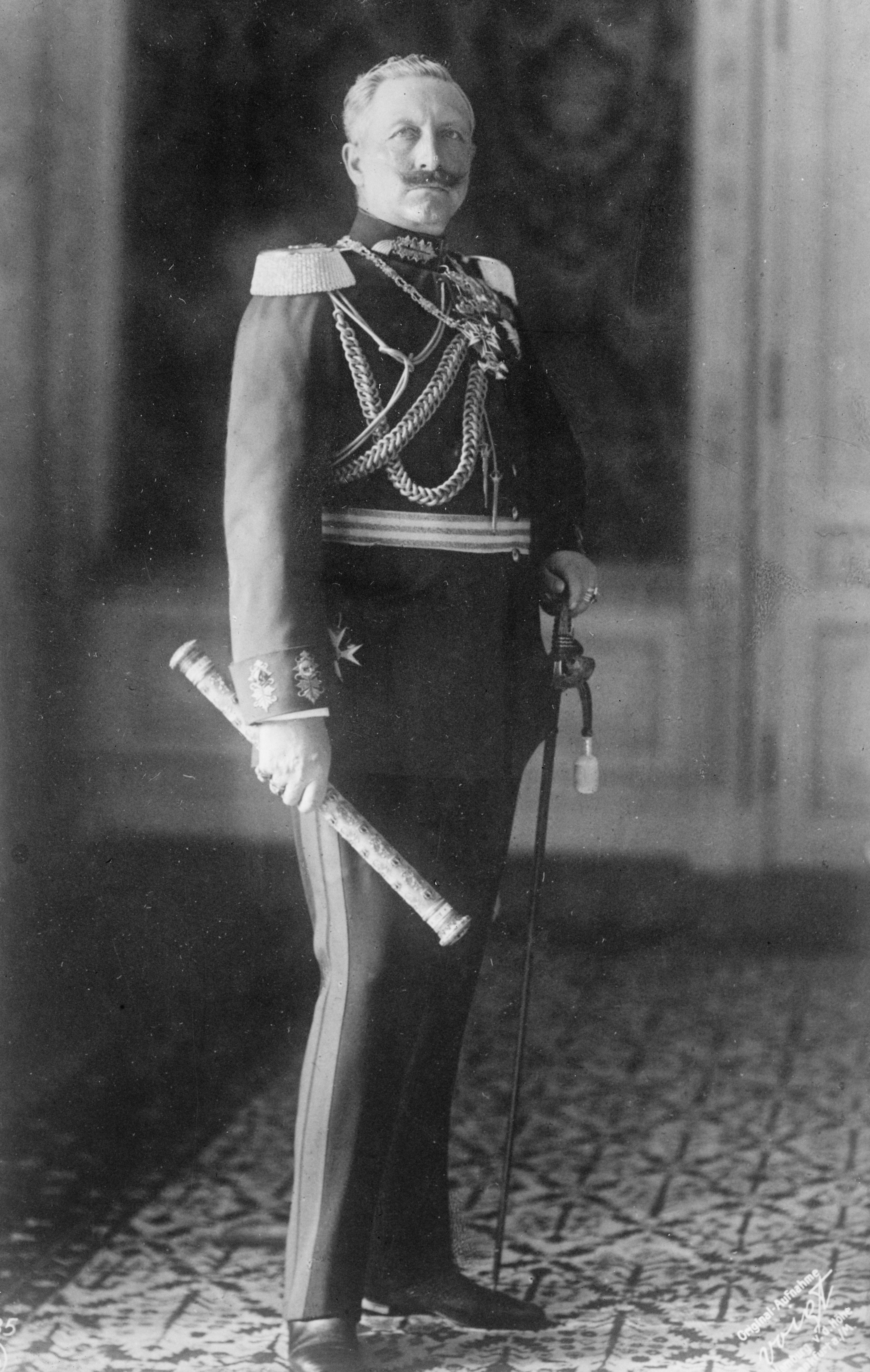
Guillaume II, ici en uniforme de maréchal, souhaite tirer au clair la situation politique en Russie.

Alors que la délégation russe ne participe plus aux négociations de paix, l'ensemble des participants à la conférence se montre partisan de mettre un terme à ces atermoiements, et de « tirer au clair » la situation,. 
En effet, depuis le départ des délégués russes, la situation semble au point mort. Les puissances centrales sont toujours officiellement en guerre avec la Russie, ce qui oblige les Allemands et leurs alliés à maintenir sur le front oriental un nombre important de divisions. Cependant, le gouvernement du Reich ne considère pas le gouvernement bolchevik comme le seul pouvoir légal en Russie, la Finlande et l'Ukraine ayant proclamé leur indépendance, reconnue par le Reich, ses alliés, les principaux membres de l'Entente et quelques pays neutres. 
De plus, les militaires allemands redoutent le maintien de cet état de fait incertain, les relations entre les puissances centrales et la Russie restant celles définies par la note adressée le 1er août 1914,. 
La précarité de la situation juridique oblige l'OHL à planifier le maintien d'importantes troupes sur le front de l'Est : en effet, le gouvernement allemand ne dispose alors d'aucune garantie du maintien de cette situation de fait, aussi bien sur la ligne de front qu'en Ukraine, dans les pays baltes et en Finlande. Faute d'accord définissant les nouvelles frontières de la Russie, le conseil des commissaires du peuple dispose de moyens légaux et militaires lui permettant de multiplier les offensives contre les États en formation en Finlande, en Ukraine et dans le Caucase, autant de nouveaux États engagés dans des pourparlers de paix avec les puissances centrales.
Enfin, les Dioscures veulent également mettre un terme légal à la confrontation germano-russe afin de pouvoir mener à bien le redéploiement des unités allemandes sur le front de l'Ouest, pour espérer remporter la victoire sur les Alliés avant toute offensive d'envergure à l'Ouest et surtout avant l'arrivée massive de troupes américaines sur le sol européen.

### Les ambitions des militaires
Erich Ludendorff se montre partisan de multiplier les opérations en vue de conquérir Petrograd, toujours capitale de la Russie, afin de mettre en place un gouvernement sensible à la défense des intérêts allemands, alors que les rivalités font rage avec les Alliés pour mettre en place un régime qui leur soit favorable.
Suivant sa logique, le premier quartier-maître général souhaite non seulement l’annexion de nombreux territoires annexés au Reich, dans les pays baltes et en Pologne, mais aussi que l'Ukraine soit fortement liée au Reich. En effet, influencé par les industriels soucieux des approvisionnements en  matières premières stratégiques, Ludendorff souhaite voir le Reich contrôler directement les richesses agricoles et minières situées en Ukraine, afin de permettre au faible gouvernement ukrainien, reconnu par les puissances centrales mais alors directement menacé par les offensives de l'Armée rouge en Ukraine, de remplir ses engagements contractés à Brest-Litovsk envers le Reich et ses alliés. 
Parallèlement à ces exigences, Luddendorff souhaite voir émerger un pouvoir fort en Russie, préalable indispensable à ses yeux pour négocier une paix de victoire. Les Dioscures pensent s'appuyer sur ce nouveau pouvoir russe pour contrecarrer la politique du gouvernement ottoman qui souhaite voir renaître dans la région  un Khanat tatar de Crimée sous suzeraineté osmanlie,.

### Réserves du gouvernement
Alors que les milieux pangermanistes mènent une campagne de presse favorable à de larges annexions, reprenant les argumentaires des Dioscures, Georg von Hertling et Richard von Kühlmann, se montrent réservés sur le programme d'annexions directes défendu par les militaires et les nationalistes. 
En effet, le chancelier et son ministre préfèrent ne pas priver la Russie d'un débouché sur la mer Baltique, comme ils aspirent à installer dans la région des États formellement indépendants. Par ce biais, ils espèrent la mise en place d'une tutelle indirecte, appuyée sur le contrôle économique de ces États formellement indépendants ; pour garantir à la fois cette indépendance de façade et la pérennité de la tutelle allemande sur ces États, Hertling et Kühlmann pensent utiliser habilement le Droit des peuples à disposer d'eux-mêmes, en incitant les Germano-Baltes à demander l'annexion des pays baltes au Reich, ; les membres du gouvernement civil veulent ainsi ne pas susciter l'hostilité du nouveau pouvoir russe contre une tutelle allemande de longue durée dans la région. 
De plus, la reprise des opérations militaires suscite une hostilité de la part de Hertling et de Kühlmann, ce dernier craignant qu'une offensive allemande ne soude les Russes autour du conseil des commissaires du peuple par patriotisme, tandis que Hertling redoute les réactions des partis représentés au Reichstag.
Enfin, aux yeux de Kühlmann, la formule de Trotski, « ni guerre, ni paix », possède des avantages importants, à la fois dans le Reich et face au pouvoir bolchevik. Au sein de la population allemande, le maintien de l'état de fait face à la Russie évite selon lui la division de la population et du Reichstag autour de la question de la poursuite de la guerre contre la Russie, tout en garantissant le maintien des conquêtes des puissances centrales en Russie.

## Décisions

### Demandes d'assistance
Ne souhaitant pas avoir à affronter l'ire du Reichstag, hostile à la reprise des hostilités avec le pouvoir de Petrograd, Kühlmann, Hertling et surtout Payer, parlementaire expérimenté, obtiennent de l'empereur et des militaires l'envoi par les conservateurs baltes et finlandais, organisés en gouvernements provisoires, ainsi que de l'exécutif ukrainien, des « appels au secours » adressés au Reich. 
Ces « appels au secours » sont rédigés par les assemblées mises en place après la révolution de Février, au sein desquelles les Germano-Baltes et les conservateurs, hostiles au pouvoir bolchevik, sont majoritaires. Prétendant s'exprimer au nom de la population tout entière, les conservateurs baltes doivent cependant faire face à l'hostilité des paysans lettons, partisans du partage des grandes propriétés dans le cadre d'une ambitieuse réforme agraire. Face à ces revendications paysannes, le Reich, son armée et ses dirigeants apparaissent aux yeux des conservateurs baltes comme les meilleurs garants de la pérennité de l'ordre social en place dans ces régions avant la révolution, ce qui n'échappe ni à Erich Ludendorff, ni à Max Hoffmann, son principal collaborateur.

### Reprise des opérations militaires

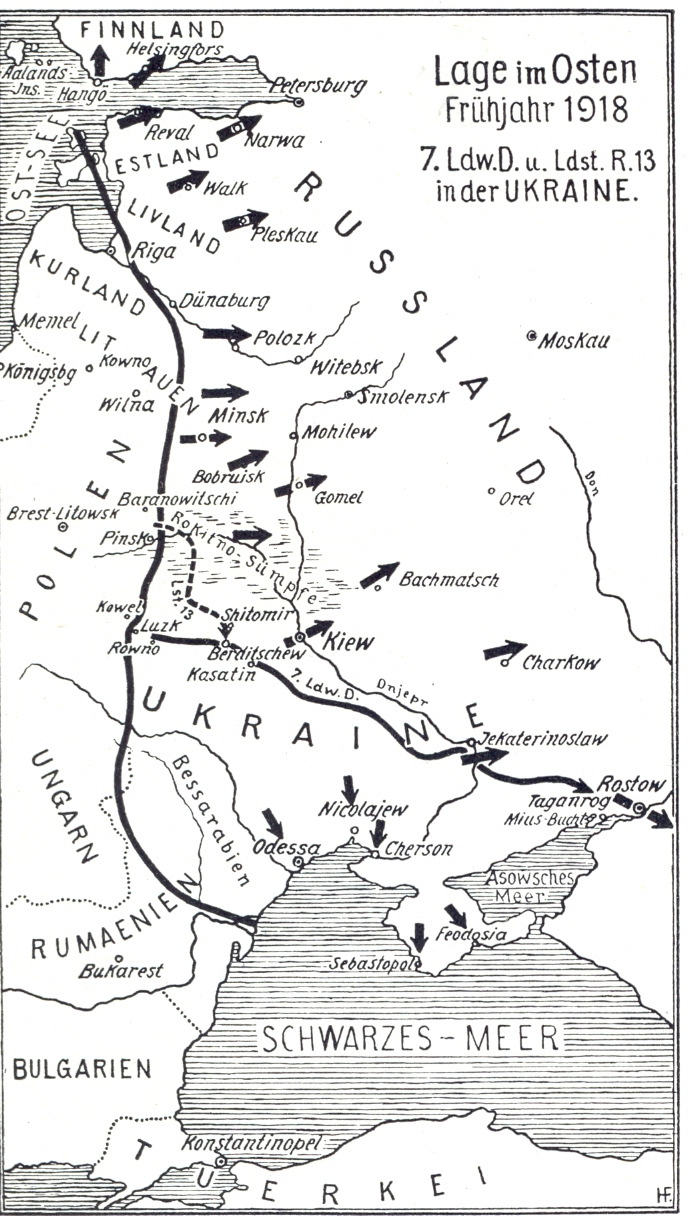
L'opération Faustschlag permet aux armées allemande et austro-hongroise de conquérir de vastes territoires en Russie.

Suivant en cela les préconisations des Dioscures, l'un comme l'autre partisan de la reprise des hostilités militaires, les participants au conseil de la couronne sont convaincus, au terme de la conférence, de la nécessité de la reprise des opérations militaires sur le front russe. 
Conformément à ce qui a été décidé, les troupes allemandes, austro-hongroises et ottomanes se mettent en mouvement le 18 février, déclenchant ce que Max Hoffmann décrit comme « la guerre la plus comique qu'[il] ai[t] vécue », évoquant une « promenade en train et en auto » pour caractériser les opérations militaires. Les opérations se soldent par l'occupation, sans le moindre combat, de larges portions du territoire russe. Le 23 février, au terme de cinq journées d'opérations, Lénine et Trotski font savoir aux négociateurs des puissances centrales leur volonté de mettre un terme au conflit entre la Russie, d'une part, le Reich et ses alliés de la quadruplice, d'autre part. 
Cette « promenade en train et en auto », créant une situation militaire désastreuse pour le nouveau pouvoir bolchevik, oblige Lénine et Trotski à accepter les termes imposés par le Reich.

### Des objectifs limités

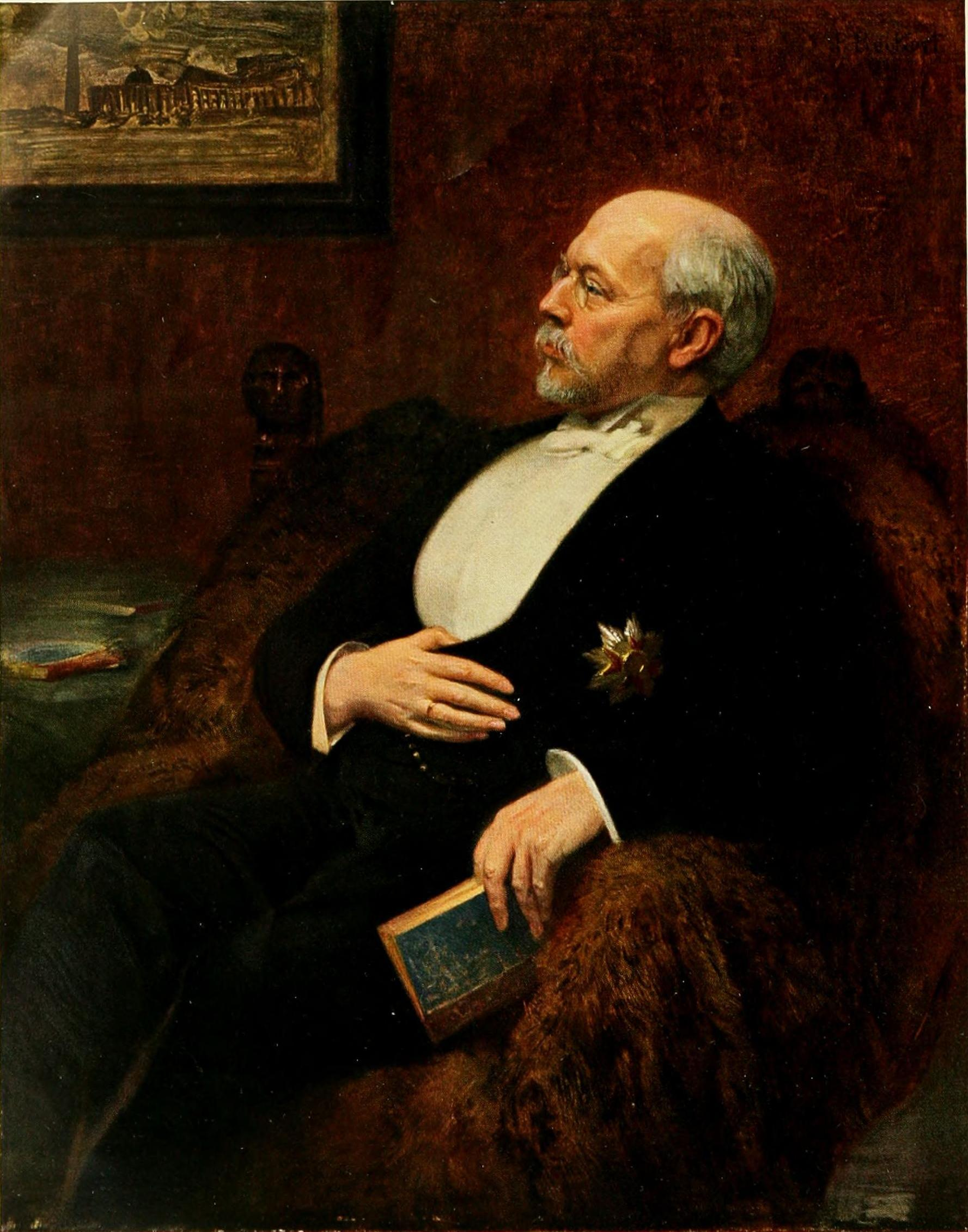
Le chancelier du de, Georg von Hertling, parvient à limiter les objectifs militaires allemands.

À l'issue de la conférence, de nouveaux objectifs sont définis à la reprise des opérations en Russie ; ces objectifs sont à la fois territoriaux, politiques, économiques et militaires. 
Ainsi, le chancelier Hertling obtient des militaires l'engagement que les troupes allemandes ne se déploieront pas au-delà de la ville de Wenden, dernière gare en Ingrie, sur la route de Riga à Petrograd. Les militaires assignent aux unités engagées l'occupation de la Livonie et de la totalité de l'Estonie comme objectif. Plus au sud, les Allemands aspirent à occuper la totalité de l'Ukraine afin de contrôler ses richesses agricoles et minières.